# Pierre de Carcavi
Pierre de Carcavi (ou Carcavy, né en 1600 ou 1603 à Lyon et mort à Paris en 1684) est un secrétaire de la bibliothèque royale sous Louis XIV, et un mathématicien français.

## Biographie
Fils d'un banquier, Pierre de Carcavi est initialement dépourvu d'éducation supérieure ; mais conseiller du parlement de Toulouse de 1632 à 1636, Pierre de Carcavi y rencontre Pierre de Fermat et se lie avec lui. En 1636, Carcavi devient membre du Grand Conseil de Paris. Douze ans plus tard, il doit malheureusement vendre cette charge pour rembourser des dettes familiales. Après la mort de Jean de Beaugrand, il est le lien de Fermat avec Paris. En 1645, il pense démontrer l'impossibilité de la quadrature du cercle. En 1648, il voyage en Italie, où il remplit un office d'espion, à Raguse, puis à Rome et à Naples, où il assiste à la malencontreuse expédition italienne du duc de Guise, Henri de Lorraine.
À la mort de Mersenne (1648), il remet sa correspondance avec le père Minime à Descartes et l'année suivante il rend compte au philosophe de la publication par Pascal de ses expériences sur le vide et des objections de Roberval au sujet de sa Géométrie. Il se brouille alors avec Descartes, ayant pris le parti de Roberval. En 1650, il reçoit de Fermat le manuscrit Novus secundarum et ulterioris radicum in analyticis usus, qu'il ne parvient pas à faire publier en dépit de ses efforts.  Ayant vendu sa charge, il entre au service de Roger du Plessis-Liancourt, duc de La Roche-Guyon, auprès duquel il demeure près de quinze ans ; il est alors réputé pour effectuer le commerce de livres anciens et rares et d'y être l'un des plus habiles hommes de Paris. En 1658, il est avec Roberval le juge choisi par Pascal pour les questions de Dettonville relatives à la cycloïde et reçoit de lui une de ses Pascalines.
En 1663, sur recommandation d'Amable de Bourzeis, il devient bibliothécaire de Colbert, qui lui adjoindra Étienne Baluze au début de 1667. La même année, il devient pensionnaire royal, chargé de la bibliothèque du roi (sur recommandation de Colbert), poste qu'il conserve jusqu'à la mort de son protecteur en 1683. Il  met en ordre et fait copier l'immense recueil des Mémoires du cardinal Mazarin (55 volumes). 
Il est responsable du déménagement de la bibliothèque du collège Saint-Côme vers deux maisons voisines de son hôtel de la rue Vivienne. Elle connaît alors un important développement. 
Nommé à l'Académie des sciences en 1666, où il rencontre Christian Huygens, Gilles de Roberval, Adrien Auzout, Jean Picard et Jean Gallois, il s'occupe alors de cartographie. À la mort de Fermat, il devient le dépositaire de ses écrits. 
De 1666 à 1683, il occupe la charge de commis à la garde de la Bibliothèque et du Cabinet des médailles du roi. À la fin de sa vie, il fut soupçonné par François Michel Le Tellier de Louvois d'avoir distrait quelques pièces des collections numismatiques de la Bibliothèque royale et on lui reprocha la vente de livres en double, mais il fut disculpé puis remplacé par Pierre Rainssant. Il céda alors au roi les vingt livres qui lui restaient dans sa propre bibliothèque et mourut en avril 1684.
Carcavi est connu pour sa correspondance avec Fermat mais aussi Blaise Pascal, Christian Huygens, Galilée, Mersenne, Torricelli et Descartes.
En 1638, il épousa Louise de Chaponay d'une famille influente à Lyon, contre la volonté de ses parents. De ce mariage est né un fils, devenu l'abbé Charles-Alexandre de Carcavi (mort en 1723).

## Référence
1. ↑  (en) John J. O'Connor et Edmund F. Robertson, « Pierre de Carcavi », sur MacTutor, université de St Andrews.